# Atlas van Loon
Pour les articles homonymes, voir Loon.
L'Atlas van Loon est un ensemble d'atlas géographiques réalisé pour Frederik Willem van Loon et comptant vingt-quatre volumes connus.

## Le commanditaire
Frederik Willem van Loon (1644-1708) est un riche amstellodamois qui occupait de hautes fonctions dans une banque de change. Il était également membre du conseil communal de la ville d'Amsterdam.
N'étant pas satisfait de l'exécution standard des atlas de Joan Blaeu, il demande au relieur Albert Magnus (1642-1689) d'exécuter pour sa collection d'atlas la reliure la plus luxueuse imaginable. Vingt-quatre volumes de ses atlas sont tous reliés de façon identique en maroquin rouge, la devise et les armoiries familiales estampillées en or. Les cartes de l'atlas sont toutes joliment colorées à la main rehaussées d'or. Il fait construire un cabinet en bois d'olivier, aujourd'hui disparu, afin d'abriter sa collection d'atlas.

## Description

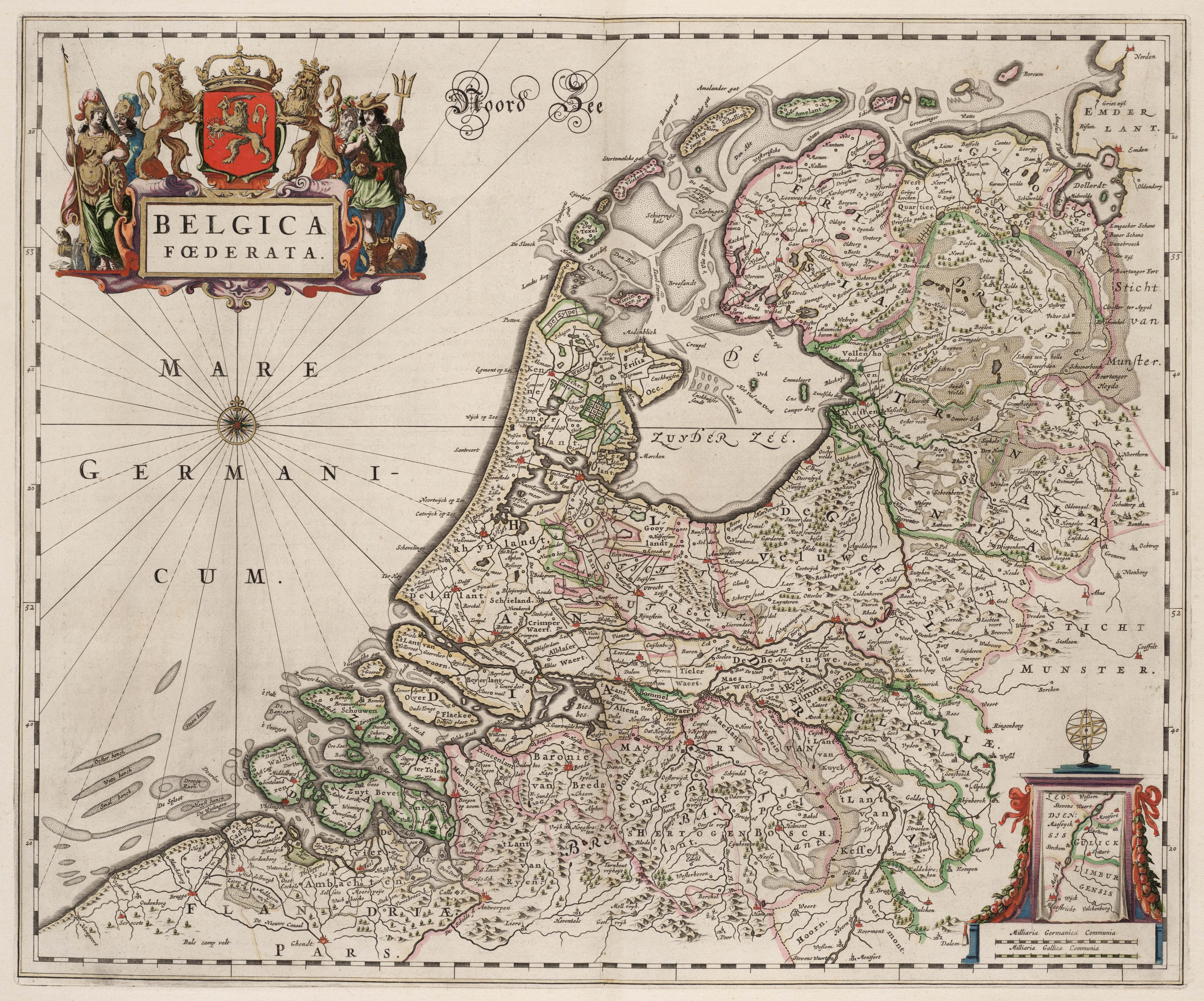
Belgica Fœderata (1664)

L'Atlas van Loon est un ensemble de vingt-quatre volumes de cartes géographiques dont dix-huit sont conservés au Nederlands Scheepvaartmuseum (Musée néerlandais de la marine). Les dix-sept premiers volumes proviennent de la collection du bibliophile Anton Mensing.
Volumes conservés au Nederlands Scheepvaartmuseum
- Volumes I à IX : la version néerlandaise du Grooten Atlas (Atlas Maior) de Joan Blaeu, publiés de 1663 à 1665
- Volumes X à XII : trois volumes datant de 1663, cartes et vues des États pontificaux, de la ville de Rome et du royaume de Naples et de Sicile
- Volumes XIII et XIV : deux tomes de la version française du Grooten Atlas, France et Suisse, datant tous deux de 1663
- Volumes XV et XVI : deux atlas des villes des Pays-Bas du nord et du sud, de la série Tooneel der Steeden de Blaeu de 1649
- Volume XVII : l'atlas maritime Zee-atlas ofte water-wereld de Pieter Goos (en) (1676)
- Volume XVIII : l'édition française de l'atlas maritime Zeeatlas de Johannes Janssonius[2] (1657)

Volumes de la collection dans d'autres mains
1. Flandria illustrata[3] de Sandérus, partie II, (1644), conservé à la Koninklijke Bibliotheek à La Haye.
2. Rerum per octennium de Barlaeus (1644) (collection privée).
3. Atlas du monde maritime de Johannes Janssonius, partie 5 de son Franse Atlas Novus, fait partie de la collection de l'Allemand Otto Schäfer mais est actuellement en prêt au Nederlands Scheepvaartmuseum et est le dix-huitième volume de l'Atlas van Loon.
4. Théâtre du Monde VI contenant le vieil monde de Janssonius, partie 6 de son Franse Atlas Novus, conservé à la Bibliothèque universitaire d'Amsterdam (Universiteitsbibliotheek van Amsterdam (nl)).
5. Nieuwe groote zeespiegel de Pieter Goos (en) (1641), conservé à la Bibliothèque universitaire d'Amsterdam.
6. Les deux volumes du Theatrum Statuum Sabaudiæ de Blaeu (1682) (collection privée).

## Galerie d'images

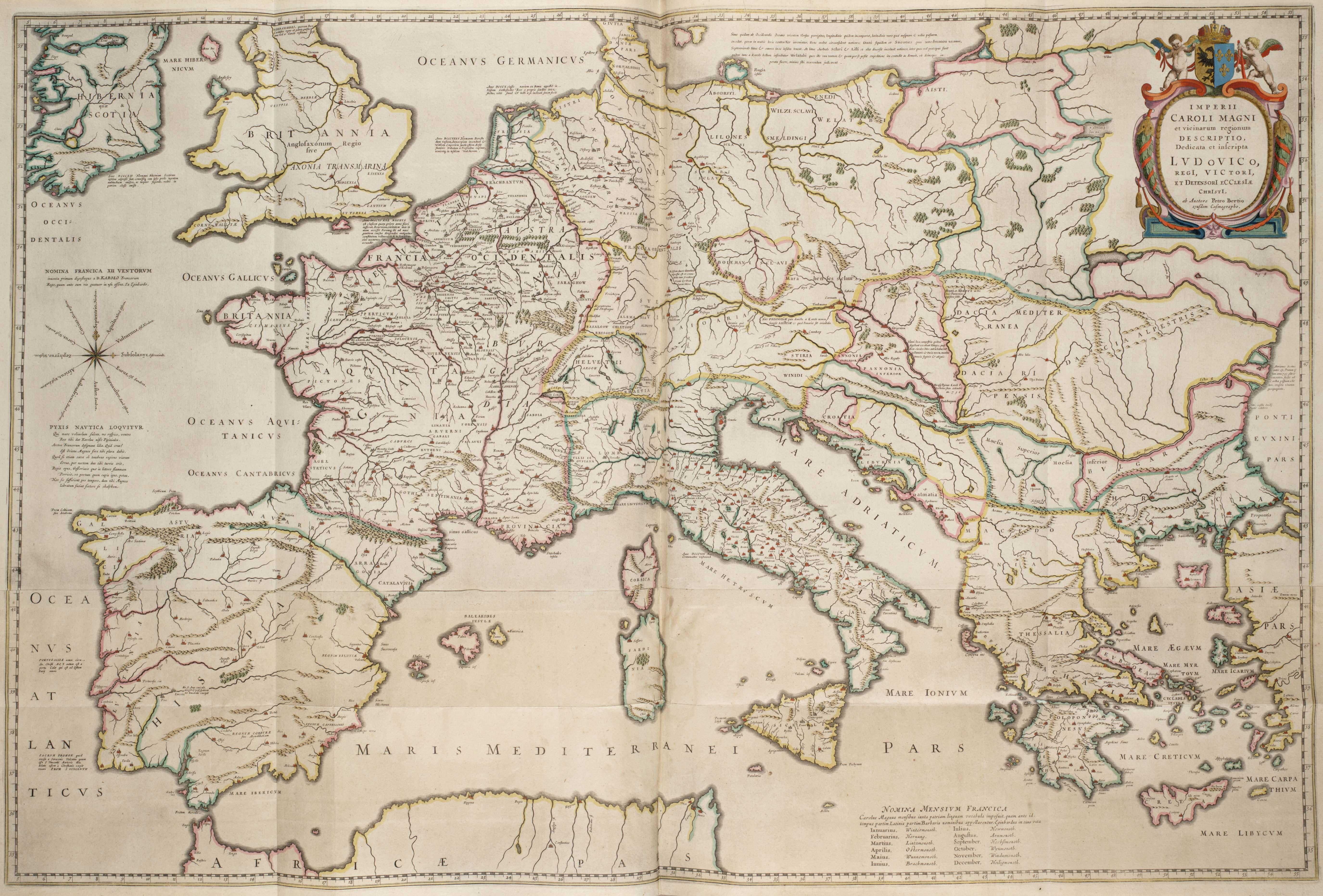
L'Empire de Charlemagne
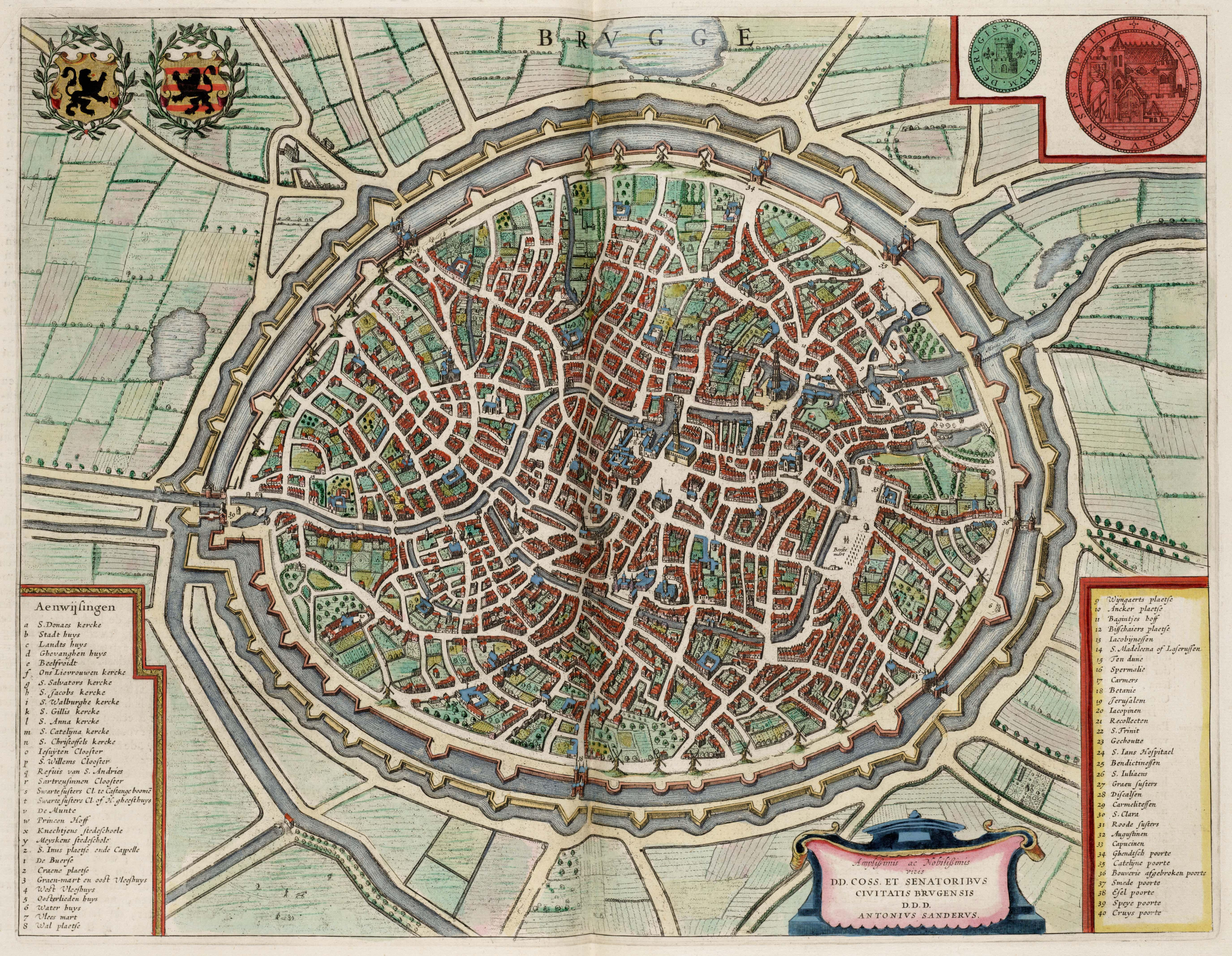
Bruges
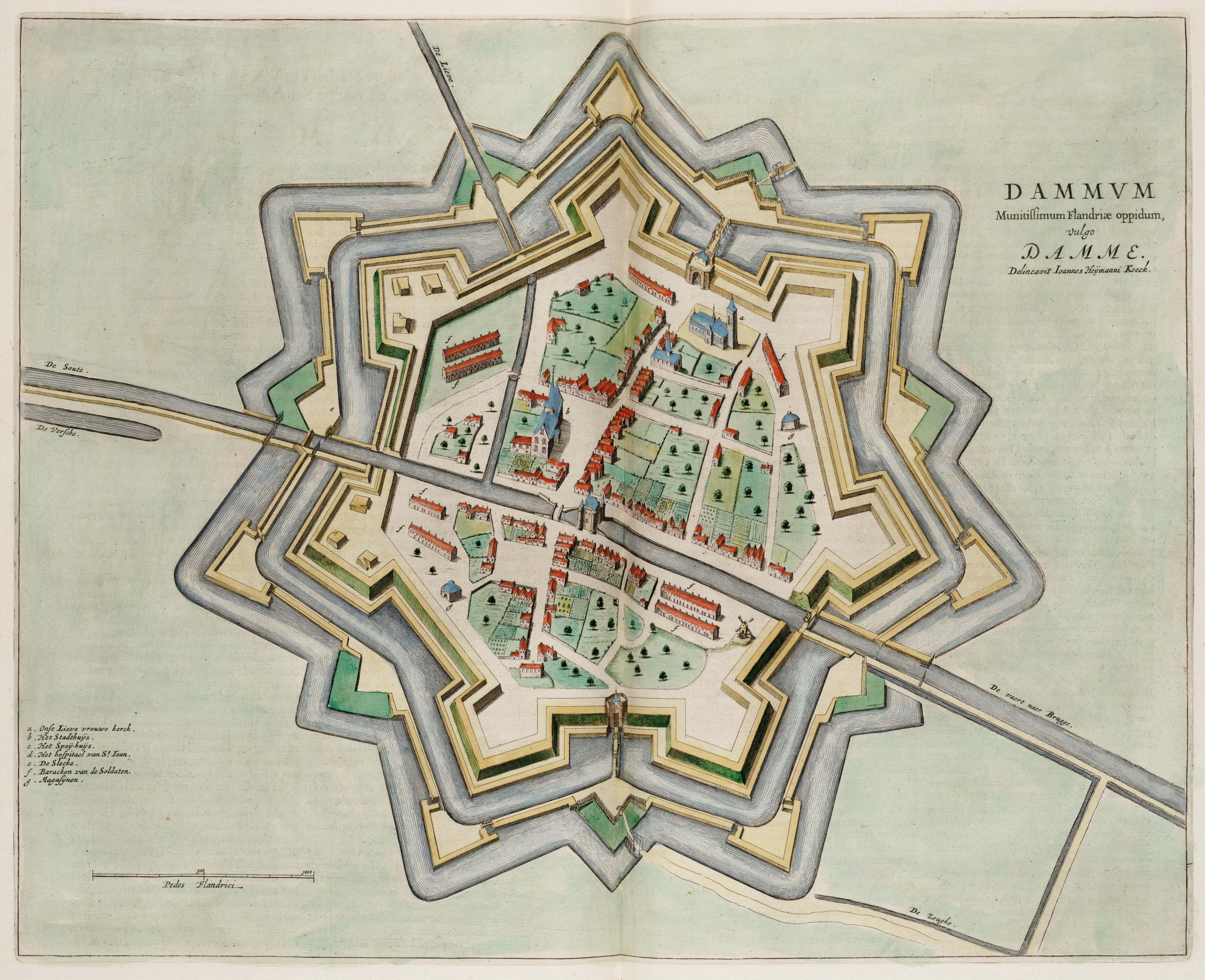
Damme
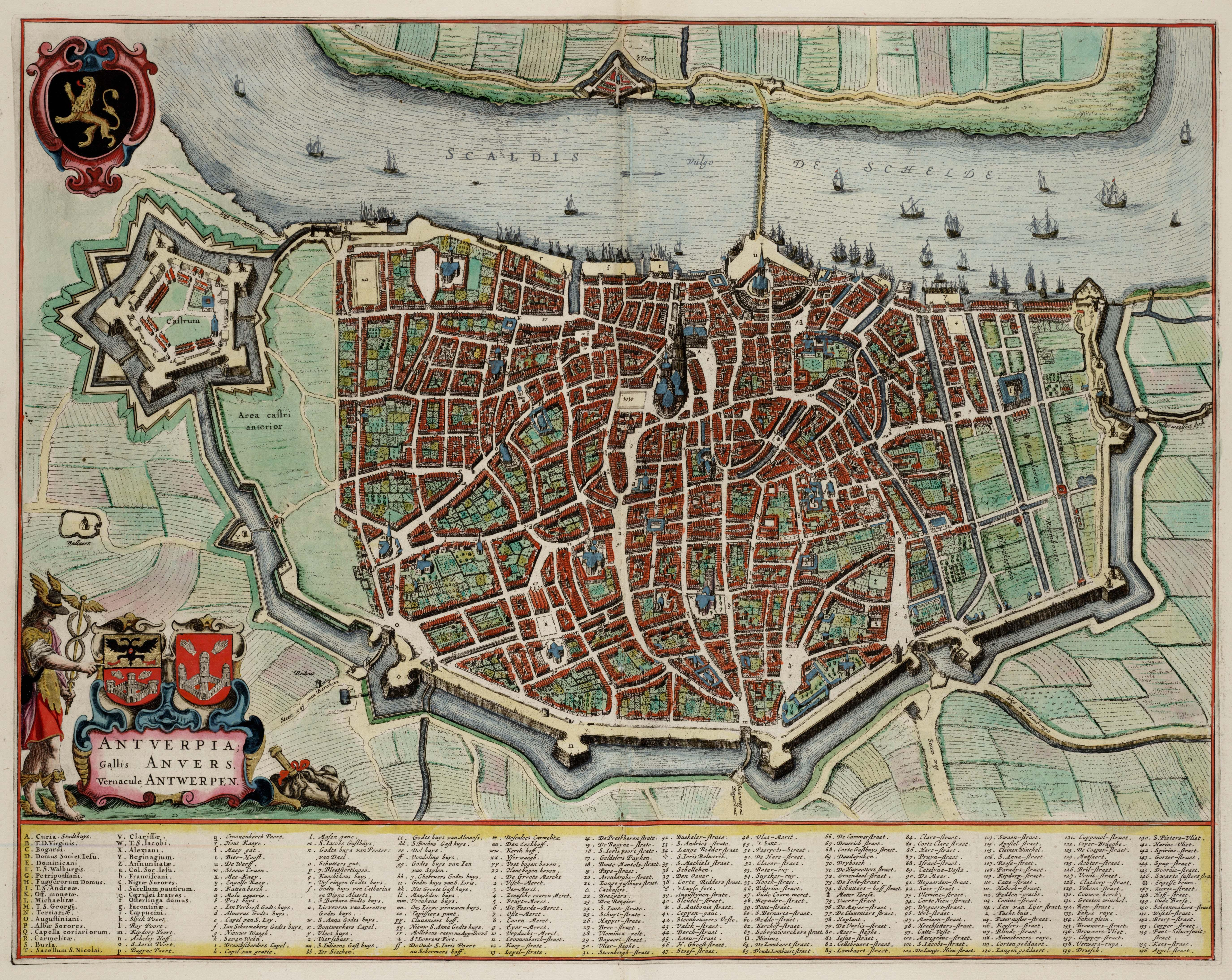
Anvers
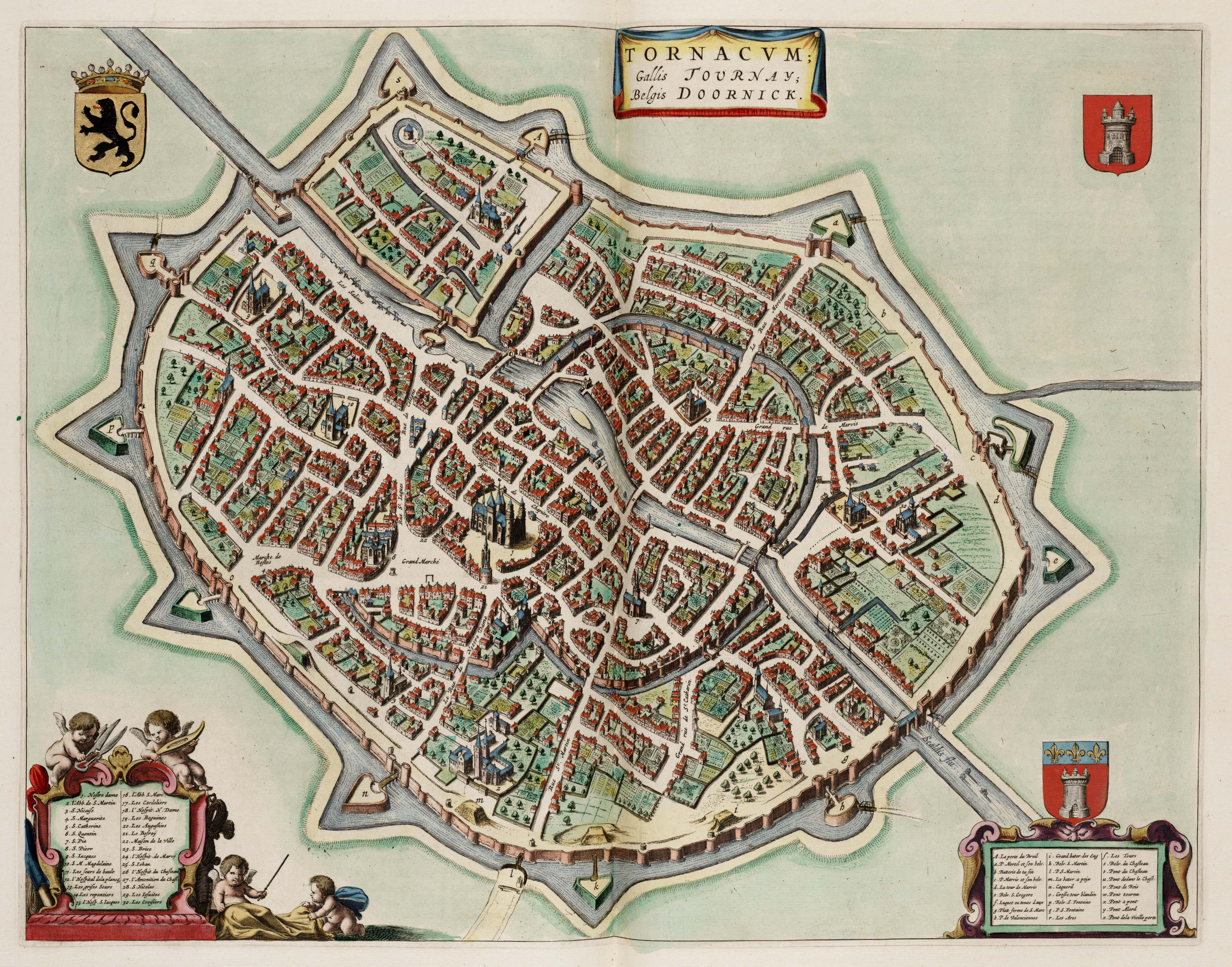
Tournai
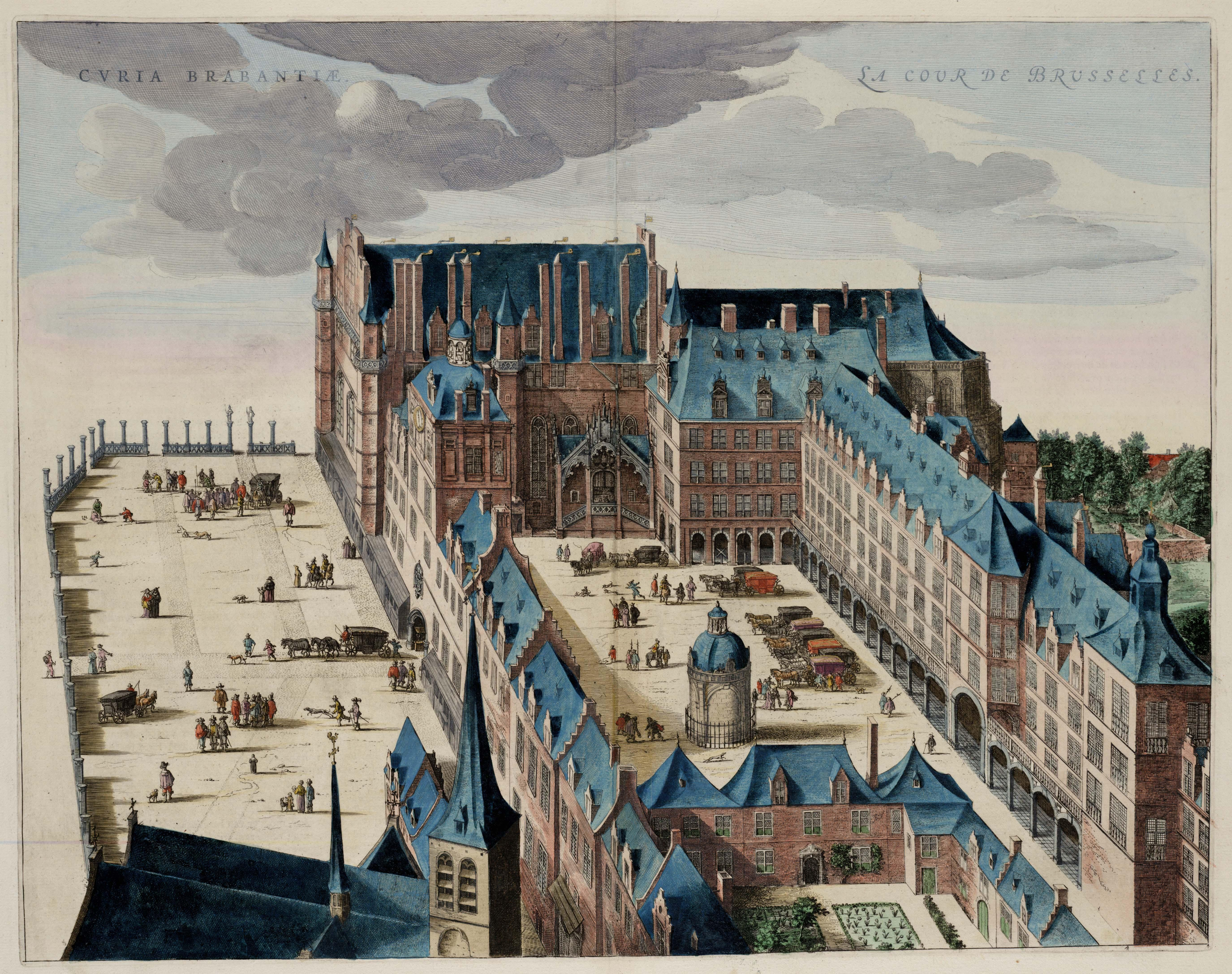
Le Palais du Coudenberg à Bruxelles
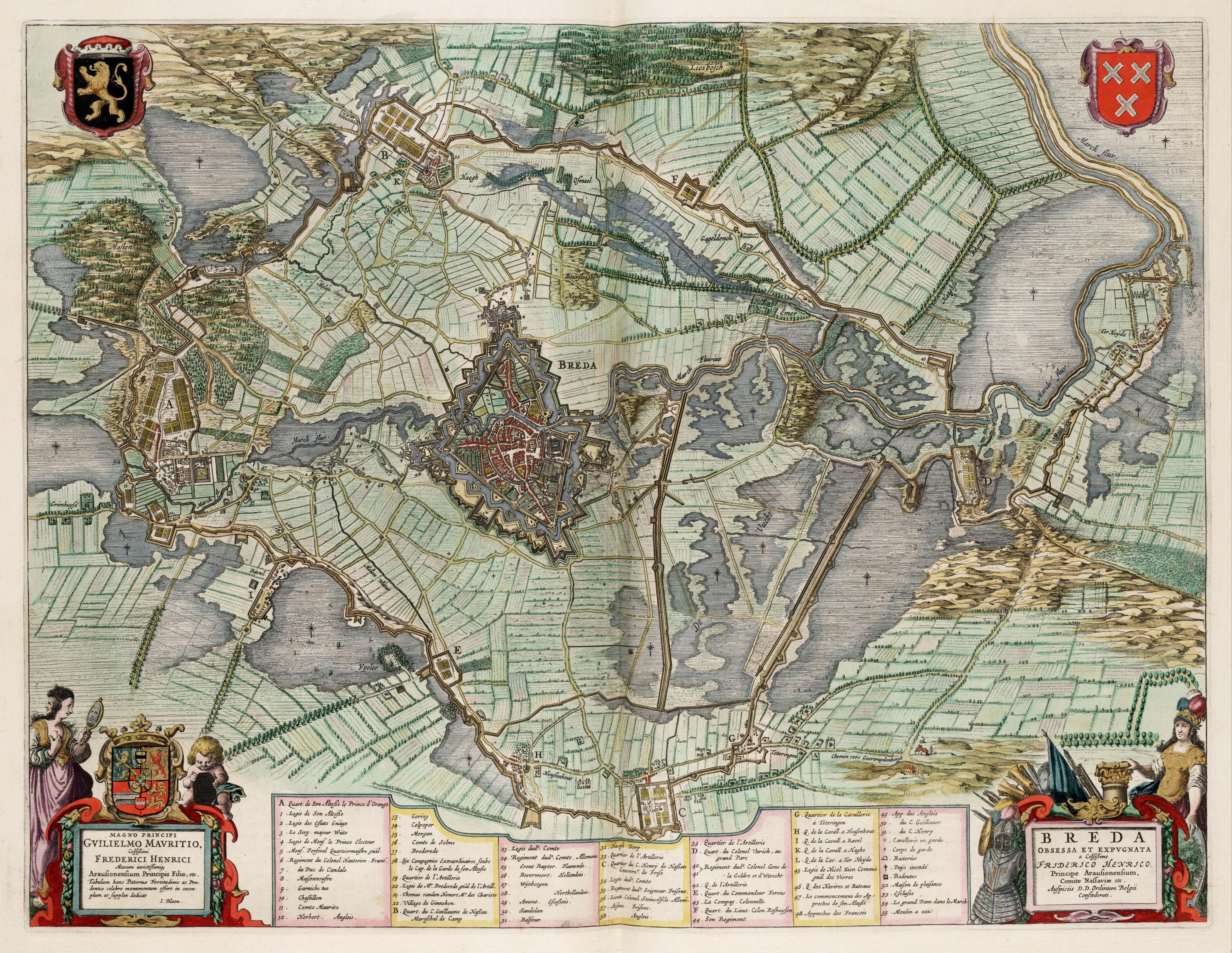
Siège de Bréda de 1637
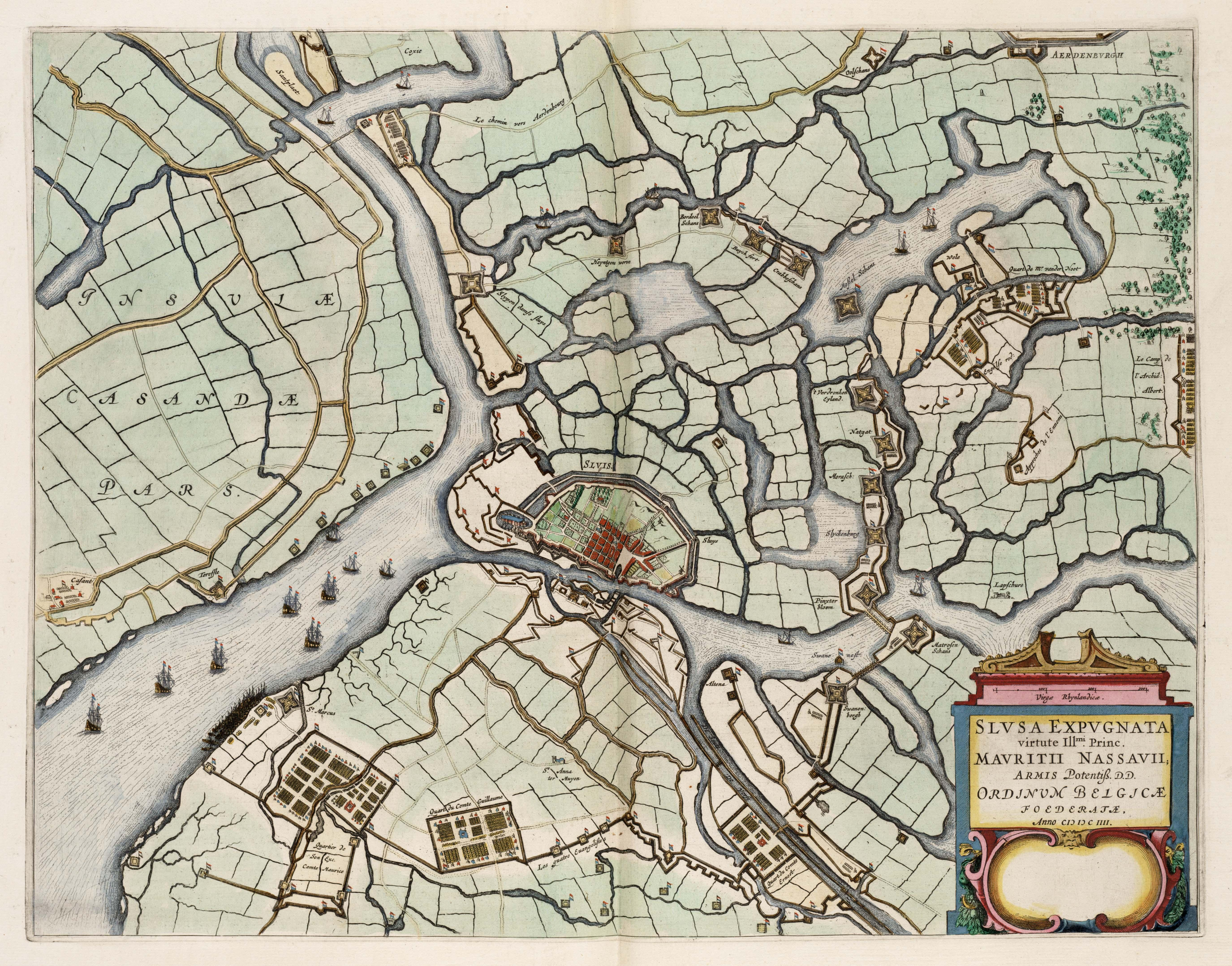
La prise de Sluis par Maurice de Nassau en 1604
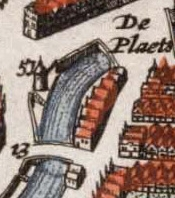
Gros plan sur la carte d'Utrecht
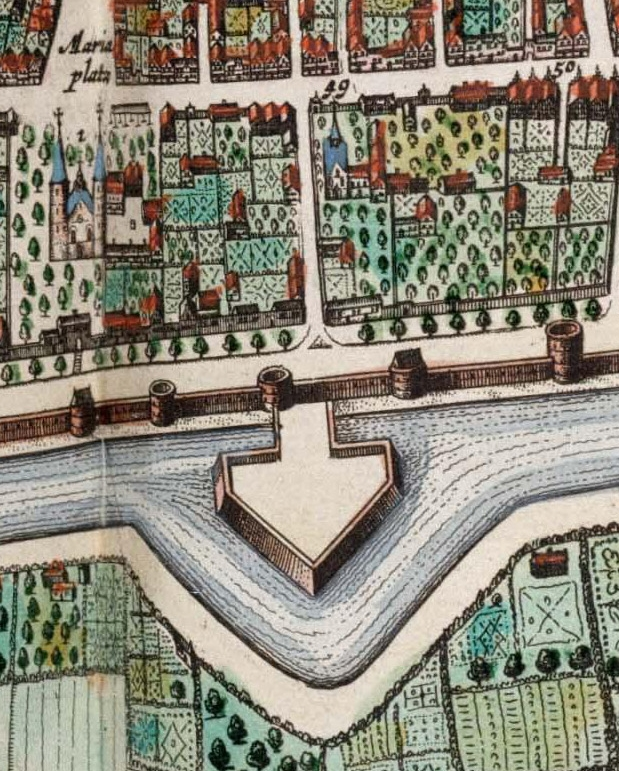
Gros plan sur la carte d'Utrecht avec vue de l'ancien Mariabolwerk